# Westfalenhallen
Westfalenhallen är ett komplex av evenemangshallar i Dortmund, Tyskland.
Den ursprungliga byggnaden invigdes 1925. Komplexet används för konferenser, kulturevenemang och sportevenemang. Många internationella mästerskap har spelats i komplexet, bland annat världsmästerskapen i bordtennis 1989 Komplexet var ett av fyra stopp för Pink Floyds The Wall Tour. 